# Islas Vírgenes Británicas en los Juegos Olímpicos de Atenas 2004
Las Islas Vírgenes Británicas estuvieron representadas en los Juegos Olímpicos de Atenas 2004 por un deportista masculino que compitió en atletismo.
El portador de la bandera en la ceremonia de apertura fue el atleta Dion Crabbe. El equipo olímpico virgenense británico no obtuvo ninguna medalla en estos Juegos.